# Сент-Пелажі (в'язниця)
48°50′33″ пн. ш. 2°21′10″ сх. д. / 48.842581° пн. ш. 2.35272° сх. д.
Сент-Пелажі (в'язниця) — паризька в'язниця, заснована у 1790 р. на місці однойменного монастиря Сент-Пелажі (монастир).
Відомі в'язні:
- У період Французької революції — поет Андре Шеньє, відома своїм літературним салоном мадам Ролан, нерідна дочка імператриці Жозефіни Марі-Француаза Богарне.
- У період першої французької Імперії з 1811 р. тут знаходилася департаменська в'язниця для політичних ув'язнених і боржників. В ці часи тут були ув'язнені памфлетист Поль-Луї Домьє, соціаліст Огюст Бланкі, хімік Распайль, графік Оноре Домьє та ін.